# 원더풀 라디오
원더풀 라디오는 2012년 개봉한 대한민국의 로맨틱 코미디 영화이다. 한편 본 영화의 주연을 맡았던 이민정(신진아 역)은 해당 영화 때문에 SBS 드라마 샐러리맨 초한지 캐스팅 제의를 고사했다.

## 캐스팅
- 이민정 - 신진아
- 이정진 - 이재혁
- 이광수 - 차대근
- 정유미 - 난솔
- 김병옥 - 임국장
- 서영 - 미라
- 안미나 - 한여운
- 조우진 - 클럽주인 역

## 단역
- 강성호 - 창수
- 박지연 - 막내작가

## 카메오
- 김태원 - L.P바 주인
- 이승환 - 이승환
- 컬투 - 컬투
- 달샤벳 - 코비걸스
- 정엽 - 정엽
- 김종국 - 김종국
- 개리 - 개리
- 장항준 - 장작가
- 조영구 - 조영구
- 정인기 - 진이아빠
- 김창완 - 김창환
- 박소현 - 박소현

## 특별출연
- 김해숙 - 이여사
- 김정태 - 인석
- 지대한 - 다희아빠

## OST
원더풀 라디오에는 아래와 같은 노래가 있다.
- 널 사랑하겠어 (동물원)
- 로비에서 (inst.)
- 4% (inst.)
- 글래머 인영
- 2부 Opening (Inst.)

(영화 크레딧 기준)
- Again-이민정
- You're my angel- 이민정,서영,안미나
- 사랑의 시작은 고백에서부터 - 이정진
- 널 사랑하겠어 - 정만식
- 아버지 - 조정은
- Get out boy - 황정미,남서현,서미래,송다래
- That's when I feel love - 서미래
- Stay(traffic#1) - 김규원
- Just smile(traffic#2) - 김규원
- Blinded by love(traffic#3) - 김호연
- Black star(gogos bar) - 유근호
- 크리스마스에는 - 이승환
- 슈퍼 히어로 - 이승환
- 어둠, 그 별빛 - 이승환
- Nothing better - 정엽
- 블링블링 - 달샤벳
- 비처럼 음악처럼 - 김현식
- 서른 즈음에 - 김광석
- 니 까짓게 - 씨스타